# Салогубівка
Салогу́бівка — село в Україні, в Сумській області, Роменському районі. Населення становить 334 особи. Входить до складу Роменської міської громади. До 2020 орган місцевого самоврядування — Гришинська сільська рада.

## Географія
Село Салогубівка розташоване на березі річки Рашівка. Вище за течією на відстані 1 км розташоване село Ріпки, нижче за течією на відстані 1,5 км село Довгополівка. На відстані 1 км село Ненадіївка.
Поруч пролягає автомобільний шлях Н07. За 3 км залізниця, станція Погреби.

## Історія
Село постраждало внаслідок геноциду українського народу, проведеного урядом СРСР 1923—1933 та 1946—1947 роках.
12 червня 2020 року, відповідно до розпорядження Кабінету Міністрів України № 723-р «Про визначення адміністративних центрів та затвердження територій територіальних громад Сумської області», село увійшло до складу Роменської міської громади.
19 липня 2020 року, в результаті адміністративно-територіальної реформи та ліквідації Роменського району(1930—2020), увійшло до складу новоутвореного Роменського району.

## Уродженці
- Гнідаш Кузьма Савич — розвідник радянської армії, учасник Другої світової війни, Герой Радянського Союзу.
- Сварика Василь Михайлович — український військовий діяч, генерал-хорунжий Армії УНР.
- Мазур Володимир Григорович (05. 08. 1921 - 24. 03. 1997, м. Чикаґо, шт. Іллінойс, США) - громадський діяч, журналіст. Під час 2-ї світової війни — в УПА на Галичині. Після війни виїхав до Німеччини, від 1951 — у США. Від 1959 редагував тижневик «Українське народне слово» (від 1974 — гол. ред.). Від 1966 — голова громад. організації «Українська народна поміч» у США і Канаді.